# Lightning (connector)
|  | No s'ha de confondre amb Thunderbolt. |

Lightning és un bus informàtic propietari i connector d'alimentació creat i dissenyat per Apple Inc. presentat el 12 de setembre de 2012, per substituir el seu predecessor, el connector dock de 30 pins, el connector Lightning s'utilitza per connectar dispositius mòbils d’Apple com l'iPhone, l'iPad i l'iPod per allotjar ordinadors, monitors externs, càmeres, carregadors de bateries USB i altres perifèrics. Utilitzant 8 pins en lloc de 30, Lightning és més dens que el seu predecessor, que es va integrar amb dispositius com l'iPhone 4 i l'iPad 2. El connector Lightning mascle és simètric (els mateixos pins a banda i banda), de manera que es pot inserir en un port Lightning femení en qualsevol orientació.

## Història
El connector Lightning se'n va introduir amb data de 12 de setembre de 2012, com a actualització al connector de moll de 30 pins. Aviat s'integraria amb tots els dispositius i maquinari nous que s'havien d’anunciar en el mateix esdeveniment. Els primers dispositius compatibles van ser l'iPhone 5, iPod Touch de 5a generació i l'iPod Nano de 7a generació. L'iPad (4a generació) i l'iPad Mini (1a generació) es van afegir com a dispositius Lightning l'octubre de 2012.
El 25 de novembre de 2012, Apple va adquirir la marca comercial "Lightning" a Europa de Harley-Davidson. Apple va rebre un transferència parcial de la marca Lightning, suggerint que probablement Harley-Davidson conservés els drets d'utilitzar el nom per a productes relacionats amb motocicletes. Apple és l’únic propietari de la marca comercial i els drets d’autor dels dissenys i especificacions del connector Lightning.
L'iPad Pro, llançat l'any 2015, inclou el primer connector Lightning que admet l'amfitrió USB 3.0. Tot i això, l’únic accessori que admet USB 3.0 és el nou adaptador de càmera. Els cables USB-A normal - Lightning continuen sent USB 2.0.
El 30 d'octubre de 2018, Apple va anunciar que la seva nova gamma de models d'iPad Pro que substitueix el Lightning per l'USB-C.

## Tecnologia

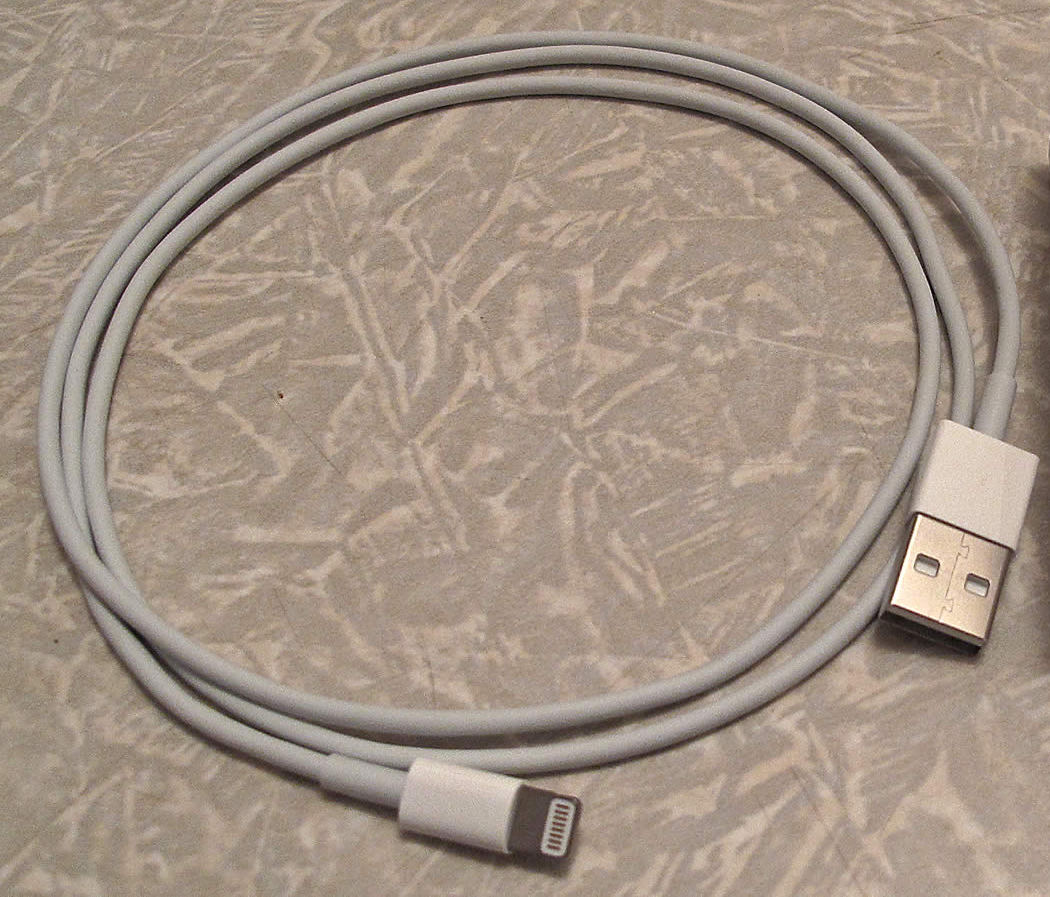
Cable Apple Lightning a USB (MD818)

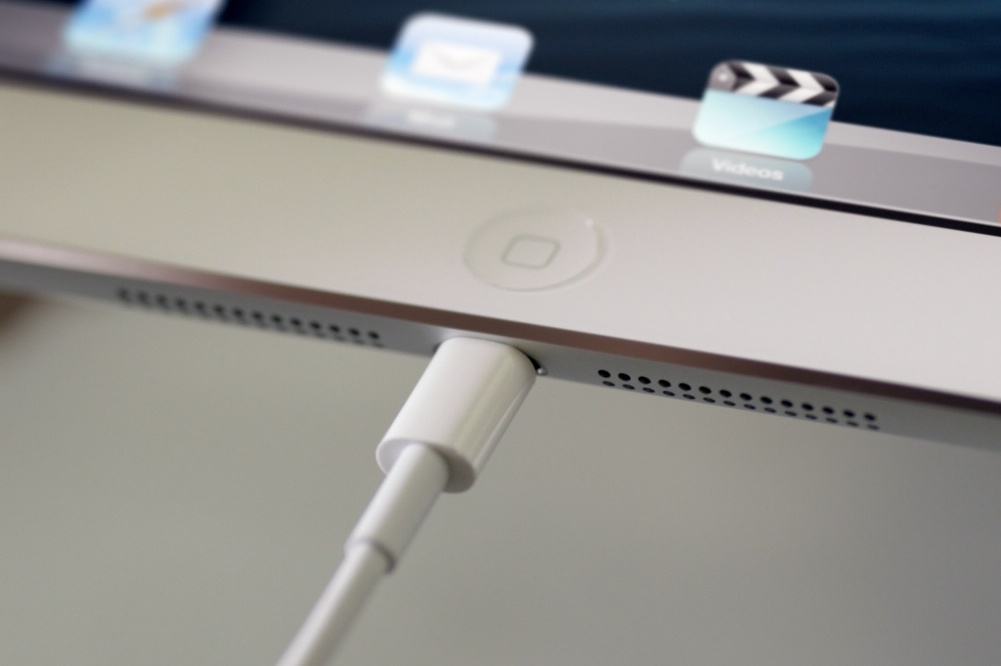
Cable Lightning connectat a l'iPad mini

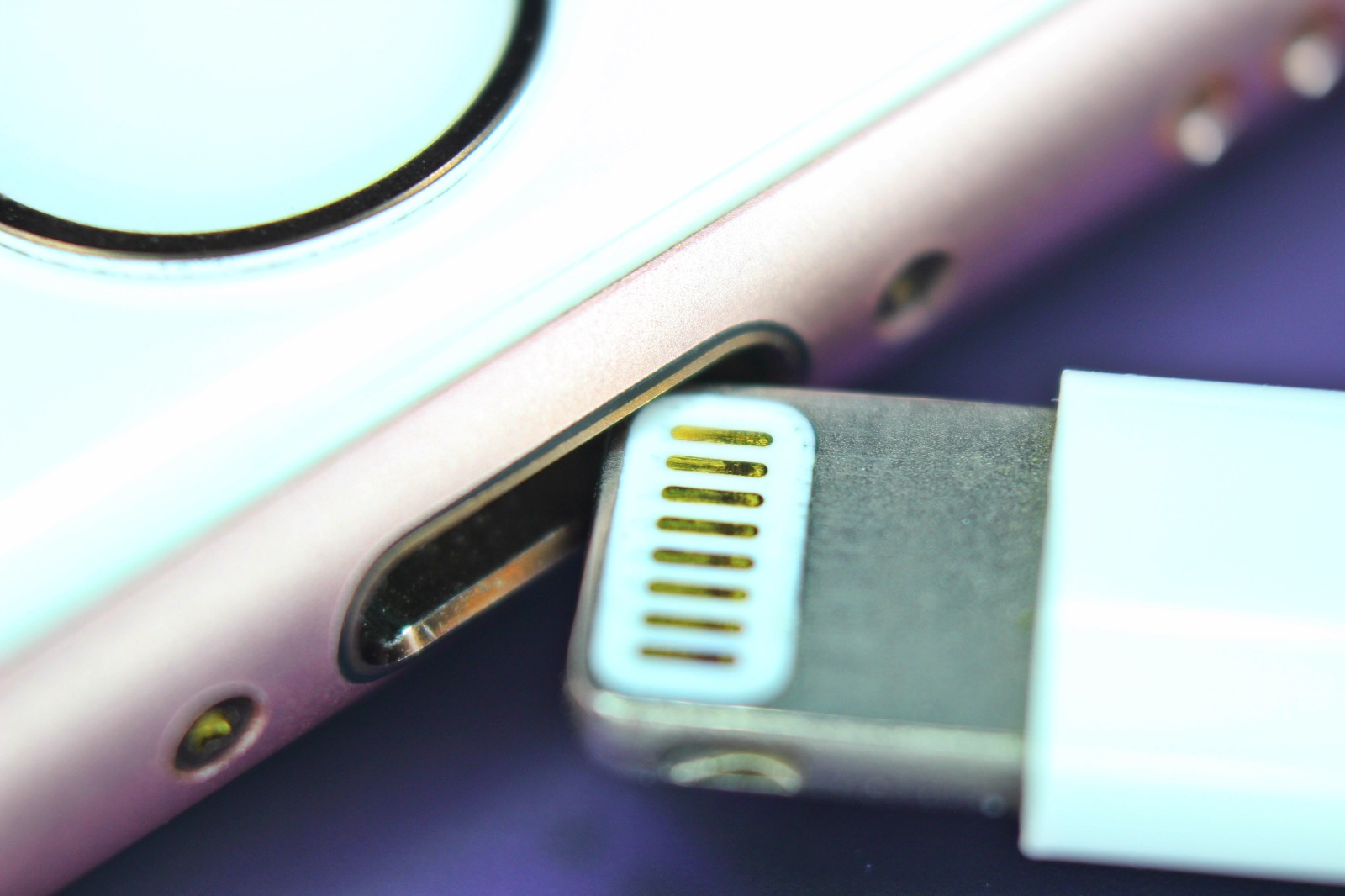
Cable llampec en un iPhone 6S

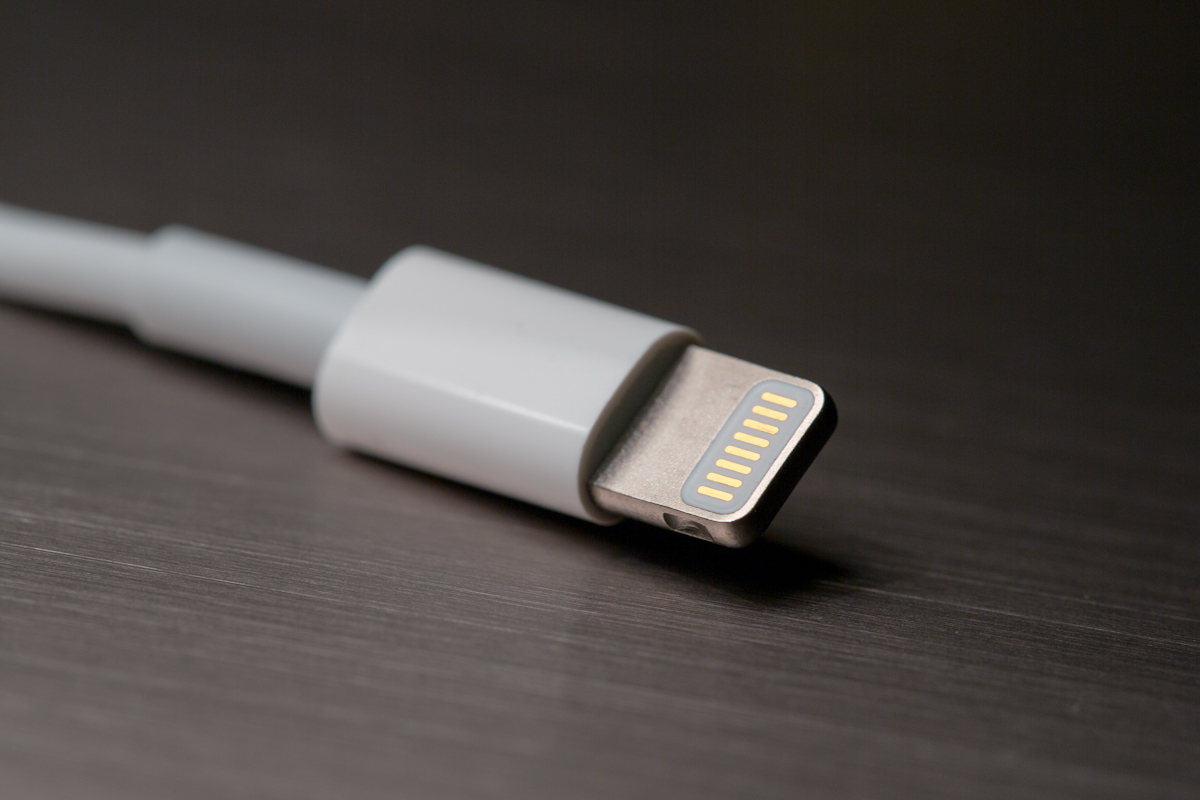
Connector Lightning

Lightning és un connector de 8 pins que porta un senyal digital. A diferència del connector d'Apple de 30 pins que substitueix (i els connectors USB tipus A o B), el connector Lightning es pot inserir de dues posicions. Cada pin del revers del connector està connectat al bessó directament oposat de l’altre costat. Part del treball del processador consisteix a encaminar els senyals de potència i dades correctament pel camí que s'insereixi fins al connector.
Apple ofereix diversos adaptadors que permeten utilitzar el connector Lightning amb altres interfícies, com ara 30-pin, USB, HDMI, VGA i targetes SD. L'adaptador Lightning a 30 pins només admet un subconjunt limitat dels senyals de 30 pins disponibles: Dades USB, càrrega USB i sortida d'àudio analògica (a través del DAC a l'interior de l'adaptador).
Els connectors oficials Lightning contenen un xip d’autenticació que dificulta la producció d’accessoris compatibles per part de fabricants de tercers sense haver estat aprovats per Apple; no obstant això, l'esquema d’autenticació s'ha trencat.
El connector mesura 6,7 mm per 1,5 mm.

## Comparacions amb el microUSB
Apple no ha debatut públicament sobre els microUSB, però diversos llocs web de notícies tecnològiques afirmen que es podria haver utilitzat Lightning en lloc de microUSB a causa de la seva compatibilitat amb els docks i els sistemes d’altaveus; la possibilitat d'inserir el cable en qualsevol direcció per a la comoditat de l'usuari; Apple vol mantenir el control sobre la cadena de subministrament d'accessoris i la possibilitat de cobrar una taxa de llicència; i la debilitat mecànica dels connectors USB. L'estàndard suplementari opcional USB On-The-Go permet als dispositius USB fer-ho.
El 10 d'abril de 2015, Apple va anunciar una nova línia de MacBook s que presentava USB-C. USB-C té similituds amb Lightning i avantatges respecte al microUSB. USB-C, com Lightning, però a diferència del seu predecessor microUSB, es pot connectar en qualsevol direcció. USB-C i Lightning no són intercanviables, ja que són pin-outs, protocols i connectors completament diferents.

## Recepció
Molts crítics han criticat Apple per continuar incloent un port Lightning als seus productes en lloc de passar a un port més modern i universal com USB-C. Apple ha afirmat que continuen utilitzant Lightning perquè substituir-lo "crearia una quantitat de residus electrònics sense precedents". No obstant això, alguns usuaris i revisors han especulat que és simplement perquè Apple vol continuar venent els seus carregadors i accessoris propietaris.
No obstant això, la UE ha partir del 2024 el cable lighting desapareixerà hi tornarà dins dels dispositius Apple el cable USB-C per així reduir molt els residus de cables d’alimentació.
l’unic dispositiu Apple que ja fa servir el connector USB-C es el iPhone 15 i el iPhone 15 Pro.